# WWHL 2009/10
Die Saison 2009/10 war die sechste Spielzeit der Western Women’s Hockey League (WWHL), einer der beiden höchsten kanadischen Spielklassen im Fraueneishockey. Die Minnesota Whitecaps sicherten sich den zweiten WWHL-Meistertitel in Folge.
Aufgrund der Austragung der Olympischen Winterspiele 2010 im kanadischen Vancouver fand ein Großteil der Saison ohne die US-amerikanischen und kanadischen Topspielerinnen der Vorjahre statt, da sich diese sich mit dem jeweiligen Eishockeyverband (USA Hockey, Hockey Canada) außerhalb des Spielbetriebs in einem gesonderten Vorbereitungsprogramm auf das olympische Eishockeyturnier befanden.

## Teilnehmer
An der fünften Austragung der WWHL nahmen nur noch drei Mannschaften teil, da sich sowohl die Calgary Oval X-Treme, als auch die British Columbia Breakers vom Spielbetrieb zurückzogen.
| Team                | Standort               | Gründung | Spielstätte                    |
| ------------------- | ---------------------- | -------- | ------------------------------ |
| Edmonton Chimos     | Edmonton, Alberta      | 1973     | River Cree Twin Arenas         |
| Minnesota Whitecaps | Minnesota & Saint Paul | 2004     | verschiedene                   |
| Strathmore Rockies  | Strathmore, Alberta    | 2006     | Strathmore Family Center Arena |

## Reguläre Saison
Die reguläre Saison begann am 1. November 2009 und endete am 7. März 2010. Der Spielplan sah für jede Mannschaft zwischen 12 und 18 Spielen vor, wobei eine erweiterte Zwei-Punkt-Regel zur Anwendung kam.

### Tabelle
| Pl. | Mannschaft          | Sp | S  | U | N  | Tore  | Punkte |
| --- | ------------------- | -- | -- | - | -- | ----- | ------ |
| 1.  | Minnesota Whitecaps | 12 | 10 | 0 | 2  | 44:24 | 20     |
| 3.  | Edmonton Chimos     | 18 | 7  | 4 | 7  | 40:48 | 18     |
| 4.  | Strathmore Rockies  | 18 | 7  | 1 | 10 | 43:55 | 15     |

Abkürzungen: Pl. = Platz, Sp = Spiele, S = Siege, U = Unentschieden, N = Niederlagen

Erläuterungen: Meister und Clarkson-Cup-Teilnehmer

### Statistik

#### Beste Scorerinnen
Abkürzungen: Sp = Spiele, T = Tore, V = Assists, Pkt = Punkte, SM = Strafminuten; Fett: Saisonbestwert
| Spieler          | Mannschaft          | Sp | T | V | Pkt | SM |
| ---------------- | ------------------- | -- | - | - | --- | -- |
| Sammy Nixon      | Minnesota Whitecaps | 11 | 9 | 7 | 16  | 14 |
| Reagan Fischer   | Strathmore Rockies  | 18 | 7 | 7 | 14  | 24 |
| Kaley Herman     | Strathmore Rockies  | 16 | 5 | 9 | 14  | 48 |
| Erin Keys        | Minnesota Whitecaps | 11 | 8 | 5 | 13  | 18 |
| Lindsay McAlpine | Edmonton Chimos     | 17 | 7 | 5 | 12  | 18 |
| Mia Mucci        | Edmonton Chimos     | 16 | 6 | 6 | 12  | 10 |

#### Beste Torhüterinnen
Abkürzungen: Sp = Spiele, Min = Eiszeit (in Minuten), S = Siege, N = Niederlagen, GT = Gegentore, SO = Shutouts, GTS = Gegentorschnitt, SVS = Gehalten Schüsse, Sv% = Fangquote; Fett: Saisonbestwert
| Spieler            | Mannschaft          | Sp | Min | S  | N | GT | GTS  | SaT | SVS | Sv%  | SO |
| ------------------ | ------------------- | -- | --- | -- | - | -- | ---- | --- | --- | ---- | -- |
| Megan van Beusekom | Minnesota Whitecaps | 12 | 665 | 10 | 2 | 20 | 1,80 | 265 | 245 | 92,5 | 2  |
| Keely Brown        | Edmonton Chimos     | 11 | 673 | 4  | 7 | 22 | 1,96 | 378 | 356 | 94,2 | 1  |
| Amanda Tapp        | Strathmore Rockies  | 10 | 603 | 3  | 7 | 33 | 3,28 | 286 | 253 | 88,5 | 0  |

## Clarkson Cup
Die zweite Austragung des Clarkson Cups wurde zwischen drei Vertretern der Canadian Women’s Hockey League und dem Meister der WWHL, den Minnesota Whitecaps, ausgespielt. Das Turnier wurde vom 27. bis 28. März 2010 in der Elgin Barrow Arena in Richmond Hill in der Provinz Ontario ausgetragen.
Die Minnesota Whitecaps besiegten im Finale die Brampton Canadettes-Thunder aus der CWHL mit 4:0 und gewannen damit als erste US-amerikanische Mannschaft den 2005 gestifteten Clarkson Cup.